# Alessandro Maestri
Alessandro Maestri (Cesena, 1º giugno 1985) è un giocatore di baseball italiano di ruolo lanciatore.
Dopo gli esordi nel campionato italiano, ha giocato negli Stati Uniti, in Australia, in Giappone, in Corea del Sud e in Messico. Con la Nazionale italiana ha disputato il World Baseball Classic in tutte e quattro le edizioni svoltesi tra il 2006 e il 2017.

## Carriera

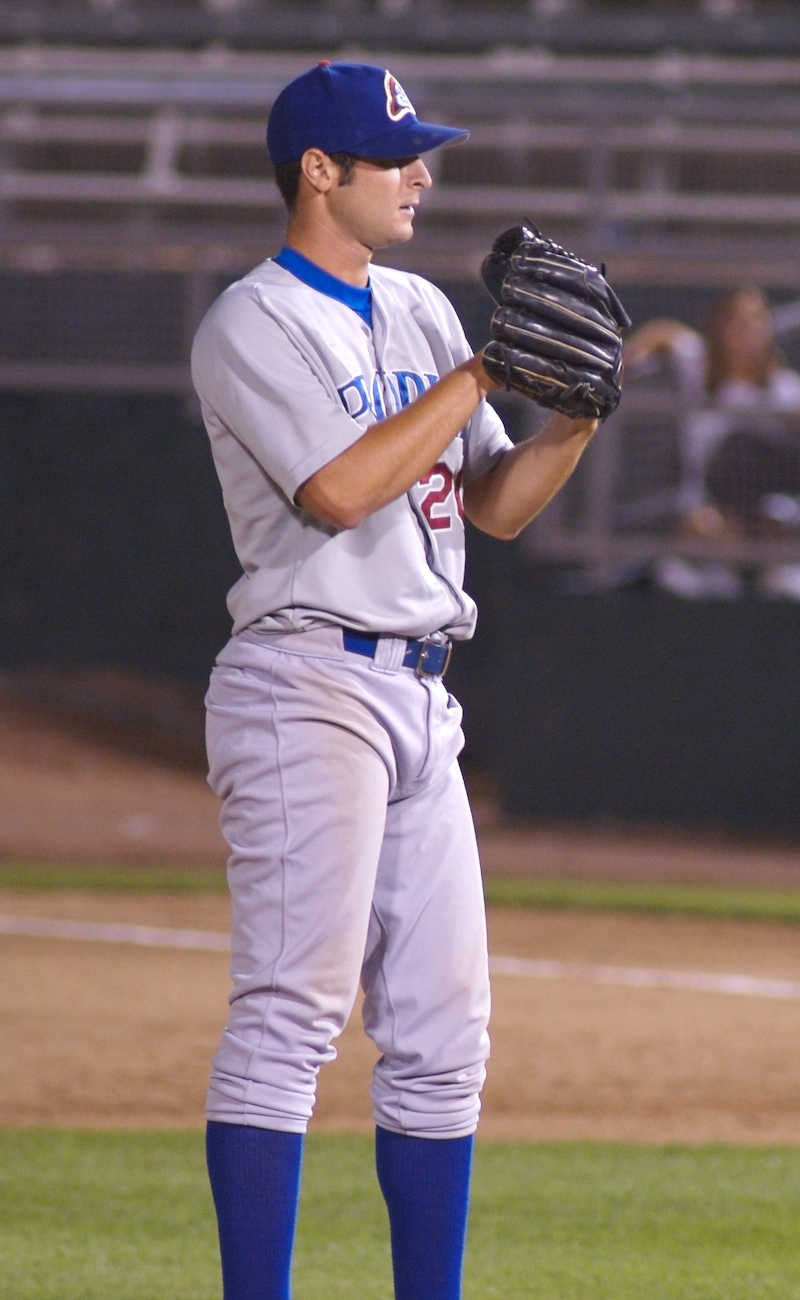
2007

### Club

#### Italia
Nato a Cesena ma sempre vissuto a Viserba di Rimini, Maestri è cresciuto nel Torre Pedrera (frazione anch'essa di Rimini) dove all'età di 7 anni giocava già con gli Under-12. Nel 1997 faceva parte della squadra che vinse il titolo nazionale nella categoria Ragazzi. All'età di 17 anni giocava in Serie B sempre con i Torre Pedrera Falcons, ma nel 2005 viene prelevato dal San Marino, nella massima serie italiana. Contemporaneamente frequenta l'Accademia di Tirrenia.

Qualche anno più tardi, nell'attesa di ottenere la documentazione per il Giappone, ha giocato le due gare inaugurali del campionato 2012 del Rimini Baseball.

#### Stati Uniti
Si è poi trasferito negli USA, in Tennessee, nella franchigia di doppio A dei Chicago Cubs, con cui ha debuttato il 1º aprile 2009 in una partita di pre-campionato nella Major League Baseball, ma non ha mai esordito nel massimo campionato, al contrario del suo connazionale Alex Liddi. Le ultime squadre dove ha militato sono stati i Tennessee Smokies (AA) ed i Lincoln Saltdogs. È stato il primo giocatore di scuola italiana ad essere arrivato nel terzo livello più alto del campionato statunitense di baseball.
In America gioca nelle seguenti squadre:
- Boise Hawks (A-)
- Peoria Chiefs (A)
- Daytona Cubs (A+)
- Tennessee Smokies (AA)
- Lincoln Saltdogs (Ind.)

#### Australia
In Australia ha giocato nei Brisbane Bandits, club dell'ABL, nuova lega professionista legata all'MLB.

#### Giappone
Dopo la parentesi nel campionato australiano, nel 2012 è stato ingaggiato dai Kagawa Olive Guyners, nella lega indipendente Shikoku Island League. Nell'estate del 2012 firma un contratto con gli Orix Buffaloes di Osaka, squadra che milita nella prestigiosa Pacific League del massimo campionato giapponese Nippon Professional Baseball. L'esordio avviene il 12 agosto 2012; disputa 6 inning concedendo un solo punto agli avversari, contribuendo alla vittoria degli Orix e suscitando entusiastici commenti della critica. Continua la carriera negli Orix fino al 2015, anno in cui una serie di infortuni ne condizionano il rendimento e lo relegano spesso nel campionato delle seconde squadre. In quella stagione disputa comunque con la selezione All Euro il Global Baseball Match 2015 contro i Samurai Japan, che schiera giocatori del massimo campionato giapponese. All'inizio del 2016 viene ingaggiato dai Gunma Diamond Pegasus, squadra di una lega minore giapponese.

#### Corea del Sud
Dopo un solo mese con i Diamond Pegasus, in marzo Maestri trova un nuovo ingaggio professionistico con gli Hanwha Eagles di Daejeon, squadra della KBO (Korean Baseball Organization), il maggior campionato professionistico in Corea del Sud. A fine giugno il club rescinde il contratto e lo sostituisce con il lanciatore dominicano Fabio Castillo.

#### Ritorno in Giappone
Nel luglio 2016 Maestri firma un nuovo contratto con i Gunma Diamond Pegasus, che aveva lasciato solo 4 mesi prima. A fine settembre il club di Gunma si laurea campione della Baseball Challenge League, una delle leghe indipendenti giapponesi.

#### Messico
Dopo le buone prestazioni fornite in marzo nell World Baseball Classic 2017, in particolare nella partita contro il Messico, in aprile firma un contratto con i Rojos del Águila di Veracruz che militano nella Liga Mexicana de Béisbol, il massimo campionato messicano. A fine campionato viene ingaggiato per la stagione invernale 2017-2018 dai Charros de Jalisco di Guadalajara, formazione dell'indipendente Liga Mexicana del Pacífico, ma viene tagliato dal club prima di inizio campionato.

#### Ritorno nel campionato italiano
Per la stagione 2018 accetta l'offerta di San Marino, squadra della Massima divisione allenata dall'ex compagno di Nazionale Mario Chiarini. Con questo trasferimento, Maestri torna a giocare in pianta stabile in Italia a distanza di 12 anni. La squadra, reduce dalla finale scudetto del 2017, si classifica al quinto posto finale e Maestri chiude la stagione con 4 vittorie e 4 sconfitte su 12 incontri disputati, con 56 strikeout in 48.1 riprese lanciate con una media PGL di 3.72.
Nella stagione 2019, dopo il terzo posto in regular season, perde la finale scudetto contro la Fortitudo Bologna.
Nella stagione 2020, dopo essersi piazzati primi in campionato, nella replica delle finali scudetto dell'anno precedente, è ancora la Fortitudo Bologna a vincere lo scudetto.

#### Ritorno in Australia
Nell'agosto 2018, al termine della deludente regular season italiana, viene dato l'annuncio che Maestri torna a giocare in Australia, questa volta nelle file dei Blue Sox di Sydney della North East division, nella quale si trovano anche i Brisbane Bandits con cui aveva giocato nella stagione 2011-2012.

### Nazionale
È stato chiamato a vestire la casacca della nazionale già a nove anni, continuando per tutta la sua adolescenza a partecipare a tornei internazionali di categoria. Il debutto vero e proprio di Maestri con la Nazionale maggiore risale all'estate 2005, quando l'Italia affrontò i Torrington Twisters in un incontro amichevole disputato nel Connecticut.
Con la Nazionale di baseball dell'Italia ha disputato il World Baseball Classic nel 2006, nel 2009 nel 2013 e nel 2017. Oltre alle partite giocate nel World Baseball Classic, è stato schierato solamente per gli incontri dei campionati del mondo 2007 e 2011. Al termine della stagione 2017, aveva al suo attivo 33 presenze nella nazionale italiana.

#### Ritiro dal baseball giocato
A Marzo 2021, con un post pubblico sui suoi profili personali di Facebook ed instagram, Maestri ha annunciato il ritiro dal baseball giocato.

## Statistiche
| Stagione    | Squadra        | G  | GS | CG | SHO | W  | L | SV | HLD | PCT  | BF  | IP    | H   | HR | BB | IBB | HB | SO  | WP | BK | R  | ER | ERA  | WHIP |
| ----------- | -------------- | -- | -- | -- | --- | -- | - | -- | --- | ---- | --- | ----- | --- | -- | -- | --- | -- | --- | -- | -- | -- | -- | ---- | ---- |
| 2012        | Orix Buffaloes | 8  | 8  | 1  | 0   | 4  | 3 | 0  | 0   | .571 | 204 | 49.2  | 45  | 0  | 12 | 0   | 4  | 40  | 4  | 0  | 17 | 12 | 2.17 | 1.15 |
| 2013        | Orix Buffaloes | 24 | 11 | 0  | 0   | 7  | 5 | 0  | 0   | .583 | 334 | 75.0  | 77  | 9  | 32 | 0   | 12 | 42  | 3  | 2  | 52 | 45 | 5.40 | 1.45 |
| 2014        | Orix Buffaloes | 36 | 1  | 0  | 0   | 3  | 1 | 0  | 1   | .750 | 213 | 50.1  | 31  | 5  | 30 | 0   | 5  | 48  | 3  | 0  | 12 | 11 | 1.97 | 1.21 |
| NPB: 3 anni | NPB: 3 anni    | 68 | 20 | 1  | 0   | 14 | 9 | 0  | 1   | .609 | 751 | 175.1 | 153 | 14 | 74 | 0   | 21 | 130 | 10 | 2  | 81 | 68 | 3.50 | 1.30 |

### Lega indipendente Shikoku Island League
| Stagione            | Squadra              | G  | SHO | W | L | SV | PCT   | IP   | BB | HB | SO | ER | ERA  |
| ------------------- | -------------------- | -- | --- | - | - | -- | ----- | ---- | -- | -- | -- | -- | ---- |
| 2012                | Kagawa Olive Guyners | 31 | 0   | 2 | 0 | 12 | 1.000 | 50.2 | 18 | 0  | 50 | 7  | 1.24 |
| Statistiche: 1 anno | Statistiche: 1 anno  | 31 | 0   | 2 | 0 | 12 | 1.000 | 50.2 | 18 | 0  | 50 | 7  | 1.24 |

## Opere
- Mi chiamavano Maesutori (Baldini + Castoldi) ISBN 8893884356 - Libro autobiografico scritto a quattro mani con Elio.